# 斜沟乡
斜沟乡，是中华人民共和国青海省西宁市大通回族土族自治县下辖的一个乡镇级行政单位。

## 行政区划
斜沟乡下辖以下地区：
河滩村、大业坝村、小业坝村、斜沟村、上窑洞庄村、下窑洞庄村和业坝台村。